# Bras-sur-Meuse

Bras-sur-Meuse este o comună în departamentul Meuse din nord-estul Franței. În 2010 avea o populație de 705 de locuitori.

## Evoluția populației
| An        | 1975 | 1982 | 1990 | 1999 | 2006 | 2010 |
| --------- | ---- | ---- | ---- | ---- | ---- | ---- |
| Populație | 483  | 513  | 486  | 550  | 686  | 705  |